# Zue Robertson
Alvin „Zue“ Robertson (* 7. März 1891; † 1943 in Watts (Los Angeles)) war ein US-amerikanischer Posaunist des Hot Jazz, der die typische Spielweise im New Orleans Jazz auf der Posaune begründete.

## Leben und Wirken
Robertson spielte zunächst Klavier, bevor er mit 13 Jahren zur Posaune wechselte. Erste Erfahrungen sammelte er in Zirkusbands und Revue-Tourneen wie der Kit Carson Wild West Show. Später gehörte er in New Orleans zu den Bands von Manuel Perez, Richard M. Jones und John Robichaux. Er leitete zeitweise die Olympia Band und beeinflusste den mit ihm befreundeten Kid Ory in dessen Stilistik. Auch spielte er mit eigenen Bands im Rotlichtbezirk Storyville von New Orleans und zog nach dessen Schließung 1917 nach Chicago; dort arbeitete er mit Jelly Roll Morton, King Oliver (1924), W. C. Handy (mit dem er auf Tournee ging), Dave Peyton und anderen Musikern. Er ist auf Schallplattenaufnahmen von Mortons Jazz Band (1923) und der Levee Serenaders zu hören. Robertson trat ab 1929 in New York auf, wo er Orgel und Piano spielte; 1932 zog er nach Los Angeles.

## Lexikalische Einträge
- Carlo Bohländer, Karl Heinz Holler: Reclams Jazzführer (= Reclams Universalbibliothek. Nr. 10185/10196). Reclam, Stuttgart 1970, ISBN 3-15-010185-9.
- Leonard Feather, Ira Gitler: The Biographical Encyclopedia of Jazz. Oxford University Press, New York 1999, ISBN 0-19-532000-X.